# Юренев, Ростислав Николаевич
Ростислав Николаевич Юре́нев (31 марта (13 апреля) 1912, Витебск — 28 мая 2002, Москва) — советский и российский кинокритик, киновед, педагог. Доктор искусствоведения (1961). Заслуженный деятель искусств РСФСР (1969).

## Биография
Родился 31 марта (13 апреля) 1912 года в Витебске. В личном листке учета кадров и творческой карточке Союза кинематографистов, заполненной Юреневым в 1957 году, в графе «социальное происхождение» значится «из дворян». Его отец, Николай Николаевич Юренев (16.04.1878—1942), был крупным законоведом и криминалистом.
В 1922 году Юренев приехал в Москву, поступил в 10-ю Опытно-показательную школу им. Фритьофа Нансена, которую окончил в 1929 году. Работал репортером «Рабочей Газеты», литературным сотрудником журнала «Экран», опубликовал ряд стихотворений и газетных заметок. С 1931 по 1933 год — редактор Всесоюзного Комитета по радиовещанию. Из автобиографии:

За это время передано в эфир около 15 радиопьес, из них 2 или 3 в стихах, много очерков, стихотворений, текстов для песен. По рекомендации Радиокомитета и группкома писателей поступил на сценарный факультет ВГИКа. В институте учился отлично. Написал 3 сценария, которые были приняты, но, как водится, не поставлены. Собирая материал для сценариев, работал месяц на строительстве московского метро и сделал две больших поездки по нефтяным и хлопковым районам Азербайджана.
В 1936 году с отличием окончил сценарный факультет ВГИКа (мастерская Валентина Туркина). В том же году был призван на действительную военную службу. Служил в Ржеве в авиации. Летал на тяжёлых бомбардировщиках ТБ-3. Выполнил 14-часовой беспосадочный полёт Ржев — Воронеж — Харьков — Ржев. По окончании службы в армии поступил в аспирантуру ВГИКа. С 1938 года стал регулярно выступать в печати как кинокритик. В 1939 году начал преподавать во ВГИКе драматургию кино и вести творческий семинар у сценаристов. Из автобиографии:

25 июня 1941 года, на третий день Великой Отечественной войны, был мобилизован. Воевал в Крыму, на Кавказе, под Новороссийском, на Кубани, в Белоруссии, в Литве, Польше, Восточной Пруссии. Участвовал в штурме Кёнигсберга. Воевал как штурман бомбардировочной авиации и как штабной авиационный офицер. Был дважды сбит зенитной артиллерией и истребителями противника. Был ранен и контужен. Совершил 103 боевых самолетовылета на бомбардировку и разведку и более 200 вылетов по оперативной связи. Летал на СБ, По-2 и ИЛ-2.
Награждён орденами Красной Звезды (1942), Отечественной войны II степени (1944) и тремя медалями. После демобилизации вернулся к работе кинокритика. В 1946—1948 годах — ответственный секретарь журнала «Искусство кино».
В 1948 году по рекомендации Сергея Эйзенштейна стал старшим научным сотрудником Института истории искусств АН СССР. Многие годы сочетал преподавательскую и научно-исследовательскую деятельности. С 1947 года — доцент ВГИКа, с 1949 года — кандидат искусствоведения, с 1962 года — доктор искусствоведения, с 1963 года — профессор кафедры киноведения ВГИКа.
В 1974 году возглавил отдел истории советского кино в Научно-исследовательском институте теории и истории кино. В 1988 году ушёл из института по собственному желанию, целиком посвятив себя преподавательской деятельности во ВГИКе, где на протяжении многих лет руководил киноведческой мастерской.
В 1957—1965 годах участвовал в организации Союза кинематографистов СССР. В качестве члена Оргбюро СРК был инициатором, создателем и председателем секции кинокритики. С 1957 по 1985 год входил в состав Правления Союза кинематографистов.
В качестве автора и редактора выпустил издания трёхтомных «Очерков советского кино» (1956—1961), шеститомника «Избранных произведений С. М. Эйзенштейна» (1964—1971) и других научных трудов и публикаций теоретического наследия классиков отечественного и зарубежного кино. Опубликовал 44 книги. Среди них «Советский биографический фильм» (1949), «Александр Довженко» (1959), «Советская кинокомедия» (1964), «Смешное на экране» (1964), «Новаторство и традиции советского кино» (1965), «Краткая история советского кино» (1979), «Чудесное окно. Краткая история мирового кино» (1983), двухтомная монография «Сергей Эйзенштейн. Замыслы. Фильмы. Метод» (1985—1989) и другие.
Автор сценариев более десяти документальных фильмов, в том числе «Сергей Эйзенштейн» (1958), «Всеволод Пудовкин» (1960), «Рождение советского кино» (1968), «Кино рассказывает о себе» (1969), «Иван Александрович Пырьев» (1979). В 1997 году был опубликован его лирический сборник «Стихи из заветного ящика».
С 1962 года жил с семьей в ЖСК «Советский писатель»: 2-я Аэропортовская улица, д. 16, корпус 3 (с 1969: Красноармейская улица, д. 23).
Умер в 2002 году. Похоронен на Введенском кладбище (4 уч.).
В 2007 году вышли мемуары «В оправдание этой жизни».

### Семья
- Жена — Тамара Иосифовна Юренева (1922—1996), киноредактор.
- Сын — Андрей (1944—1998), советский киноактёр.
- Дочь — Елена (род. 1951), арт-директор галереи «Кино», директор галереи «Старые Мастера».
- Вторая жена — Людмила Николаевна Джулай, киновед.

## Основные работы
- О фильме «Амангельды»: [Очерк о первом каз. фильме]. — М.: Госкиноиздат, 1938. — 32 с.: ил. — (Б-ка совет.кинозрителя).
- Григорий Александров: Творческий путь кинорежиссёра. — М.: Госкиноиздат, 1939. — 32 с.: ил. — (Б-ка совет.кинозрителя. Мастера киноискусства).
- Алексей Каплер: Творческий портрет кинодраматурга. — М.: Госкиноиздат, 1940. — 32 с.: ил. — (Мастера киноискусства).
- «Академик Иван Павлов»: [Очерк о фильме Г. Л. Рошаля]. — М.: Госкиноиздат, 1949. — 40 с.: ил.
- Советский биографический фильм. — М.: Госкиноиздат, 1949. — 230 с.
- «Кубанские казаки». О фильме и его создателях. — М.: Госкиноиздат, 1950. — 42 с.: ил. — (Б-ка совет. кинозрителя).
- «Сельский врач»: — М.: Госкиноиздат, 1952. — 48 с.: ил. — (Б-ка совет. кинозрителя).
- Современное советское кино: [Стеногр. лекции, прочит. На Всесоюз. совещании руководителей секции лит. и искусства 28 мая 1958 г.]. — М., 1958. — 24 с. — (Всесоюз. о-во по распространению полит. и науч. знаний). — На правах рукописи.
- Александр Довженко. Творческий путь кинорежиссёра. — М.: Искусство, 1959. — 192 с.: ил. — (Мастера киноискусства). — Фильмогр.: с. 168—171. — Библиогр.: с.172-192.
- Кино — важнейшее из искусств. Попул. очерк. — М.: Знание, 1959. — 32 с.
- На Международных кинофестивалях. Попул. Очерк. — М.: Искусство, 1959. — 34 с.: ил.
- Кино за рубежом. — М.: Знание, 1961. — 40 с. — (Нар. ун-т культуры. Фак. лит. и искусства. 22).
- Современное киноискусство капиталистических стран. — М.: Знание, 1961. — 31 с. — Всесоюз. о-во по распростр. знаний. Науч.-метод. совет по пропаганде лит. и искусства. В помощь лектору).
- «Чистое небо»: [Очерк о фильме Г. Н. Чухрая]. — М.: Искусство, 1961. — 16 с.
- Эйзенштейн: [Учеб. пособие]. /Всесоюз. гос. ин-т кинематографии. Науч.-исслед. Каф. истории кино. — М.: ВГИК, 1962. — 57 с.
- Канн — Москва — Венеция. Кинофестивали. 1963. — М.: Искусство, 1964. — 234 с.: ил.
- Смешное на экране. — М.: Искусство, 1964. — 208 с.: ил.
- Советская кинокомедия /АН СССР. Ин-т истории искусств М-ва культуры СССР. — М.: Наука, 1964. — 540 с.: ил.
- «Броненосец „Потёмкин“» Сергея Эйзенштейна /АН СССР, Ин-т истории искусств М-ва культуры СССР. — М.: Наука, 1965. — 150 с.
- Новаторство и традиции советского кино. — М.: Знание, 1965. — 80 с.: ил.- (Нар. ун-т. Фак. лит. и искусства. 9).
- Тамара Носова: [Портрет актрисы]. — М.: Бюро пропаганды совет. киноискусства, 1965. — 16 с.
- Краткая история советского кино. Вып.1 (1917—1941). — М.: Знание, 1967. — 140 с.: ил. — (Нар. ун-т. Фак. лит. и искусства. 8/9).
- Искусство, рожденное Октябрем. — М.: Бюро пропаганды совет. киноискусства, 1968. — 112 с.: ил.
- Любовь Орлова: [Портрет актрисы]. — М.: Бюро пропаганды совет. киноискусства, 1968. — 20 с.
- Михаил Жаров: [Портрет актера]. — М.: Бюро пропаганды совет. киноискусства, 1971. — [24 с.: ил.]. — (Актеры сов. кино).
- Кинорежиссёр Евгений Червяков. — М.: Бюро пропаганды совет. киноискусства, 1972. — 64 с.: ил.
- Сергей Эйзенштейн и современность: [Докл. на конф. Моск. Федерации Фильм-архивов]. — М.: Изд-во Госфильмофонда, 1973. — 32 с. — Текст парал.: рус., фр., англ.
- Советское киноведение: Учеб. пособие /Всесоюз. гос. ин-т кинематографии. Каф. киноведения. — М., 1977. — 33 с.
- Краткая история советского кино. — М.: Бюро пропаганды совет. киноискусства, 1979. — 234 с.: ил.
- Смех сильных: [Буклет]. — М.: Союзинформкино, 1979. — Б.с. — (К 60-летию сов. кинокомедии).
- Александр Медведкин, сатирик. — М.: Бюро пропаганды совет. киноискусства, 1981. — 72 с.: ил., портр.
- Книга фильмов: Ст. и рец. разных лет . — М.: Искусство, 1981. — 336 с.: ил.
- Чудесное окно: Краткая история мирового кино: Кн. для учащихся. — М.: Просвещение, 1983. — 287 с.: ил.
- Сергей Эйзенштейн: Замыслы. Фильмы. Метод. Ч.1. 1898—1929. — М.: Искусство, 1985. — 303 с.: 33 л.ил., портр.
- Новаторство советского киноискусства: Кн. для учителя. — М.: Просвещение, 1986. — 190 с.: ил.
- Л. В. Кулешов: теория кино, режиссура, педагогика: Учеб. пособие /Всесоюз. гос. ин-т кинематографии им. С. А. Герасимова. Каф.киноведения. — М., 1987. — 45 с.
- Сергей Эйзенштейн: Замыслы. Фильмы. Метод. Ч.2. 1930—1948. — М.: Искусство, 1988. — 319 с.: ил.
- В. К. Туркин: критика, кинодраматургия, педагогика: Учеб. пособие. — М.: ВГИК, 1989. — 47 с.
- Кино Японии послевоенных лет: Учеб. пособие /Всерос. Ин-т кинематографии им. С. А. Герасимова. Каф.киноведения. — М.: ВГИК, 1993. — 79 с.: ил.
- Мой милый ВГИК: [Воспоминания]. — М.: Б.и., 1994. — 98 с.: ил., портр.
- Фильмы Глеба Панфилова. — М.: Киноцентр, 1995. — 191 с.: ил.
- Краткая история киноискусства /Гос. Ком. Рос. Федерации по кинематографии. — М.: Издат. центр «Академия», 1997. — 286 с.: ил.
- Советское киноискусство тридцатых годов: Учеб. пособие./ВГИК им. С. А. Герасимова, каф. киноведения, 1997. — 109 с. — Прил.: Ученики мастерской проф. Р. Н. Юренева: с.105-108.
- Стихи из заветного ящика: Лирика. — М.: ВГИК, 1997. — 56 с.: ил., портр.
- В оправдание этой жизни. — М.: Материк, 2007. — 637 с.: ил., портр.